# Quers
Quers település Franciaországban, Haute-Saône megyében. Lakosainak száma 330 fő (2022. január 1.). Quers Citers, Adelans-et-le-Val-de-Bithaine, Bouhans-lès-Lure, Dambenoît-lès-Colombe, Franchevelle és Lure községekkel határos.

## Népesség
A település népességének változása:
| Lakosok száma | 372  | 367  | 363  | 345  | 334  | 326  | 325  | 319  | 330  |
|               | 2013 | 2015 | 2016 | 2017 | 2018 | 2019 | 2020 | 2021 | 2022 |